# 斯瓦希里文化
斯瓦希里文化，也称斯瓦希里文明，是指生活在坦桑尼亚、肯尼亚、莫桑比克及其东部海洋上的桑给巴尔至科摩罗等地，以斯瓦希里语为母语的斯瓦希里人所创造的文化。
斯瓦希里文化是东非融合的历史的产物，它受到中东、阿拉伯、欧洲、亚洲等文化的影响。与斯瓦希里语一样，斯瓦希里文化以班图文化为核心，融化了以上的文化。

## 历史
斯瓦希里语和文化和在10世纪左右开始形成，在肯尼亚和坦桑尼亚开始，最终蔓延到莫桑比克。